# Radeon HD 3000 (серія відеокарт)
Графічний процесор (GPU) під кодовою назвою Radeon R600 є основою відеокарт серії Radeon HD 2000/3000 і FireGL 2007, розроблених ATI Technologies. Карти HD 3000 конкурували з серією GeForce 9 від nVidia.

## Архітектура

### Прискорення відео
Unified Video Decoder (UVD) ядра ТІМС вбудовано в кристалах HD 2400 і HD 2600. Графічні кристали HD 2900 не мають ядра UVD, оскільки його потокові процесори були достатньо потужними, щоб замість нього впоратися з більшістю кроків прискорення відео, за винятком ентропійного декодування та обробки бітового потоку, які залишаються для виконання ЦП.

## Продукти

### Radeon HD 3400

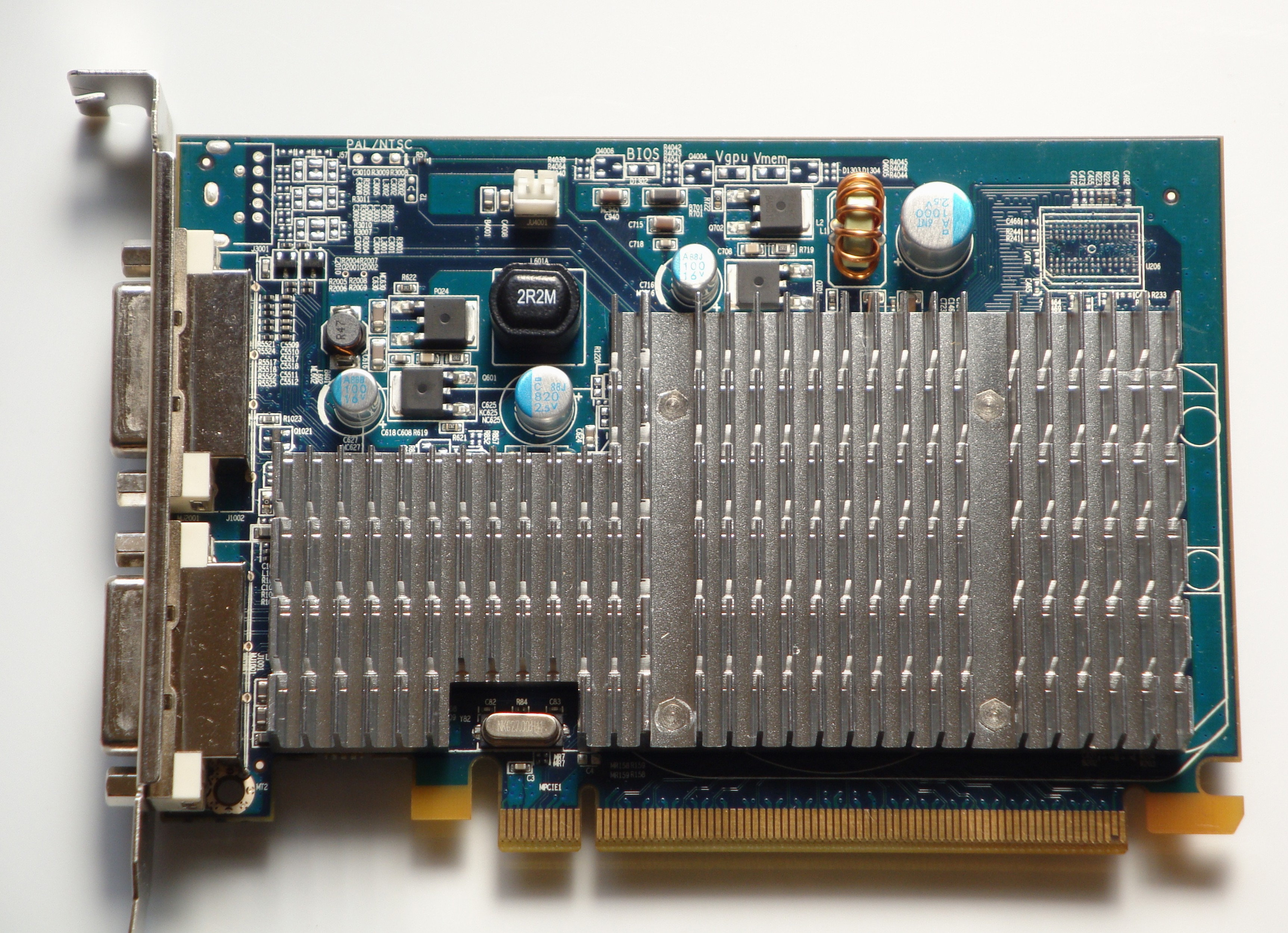
AMD Radeon HD 3450

Серія Radeon HD 3400 була заснована на графічному процесорі під кодовою назвою RV620, укомплектована 181 мільйоном транзисторів за 55 нм техпроцесу та мала 64-розрядну шину пам’яті. Продукти були доступні як картки повної висоти, так і низькопрофільні.
Однією з примітних особливостей є те, що відеокарти серії Radeon HD 3400 (включаючи серію Mobility Radeon HD 3400) підтримують ATI Hybrid Graphics.
Radeon HD 3450 і Radeon HD 3470 були випущені 23 січня 2008 року.

### Radeon HD 3600

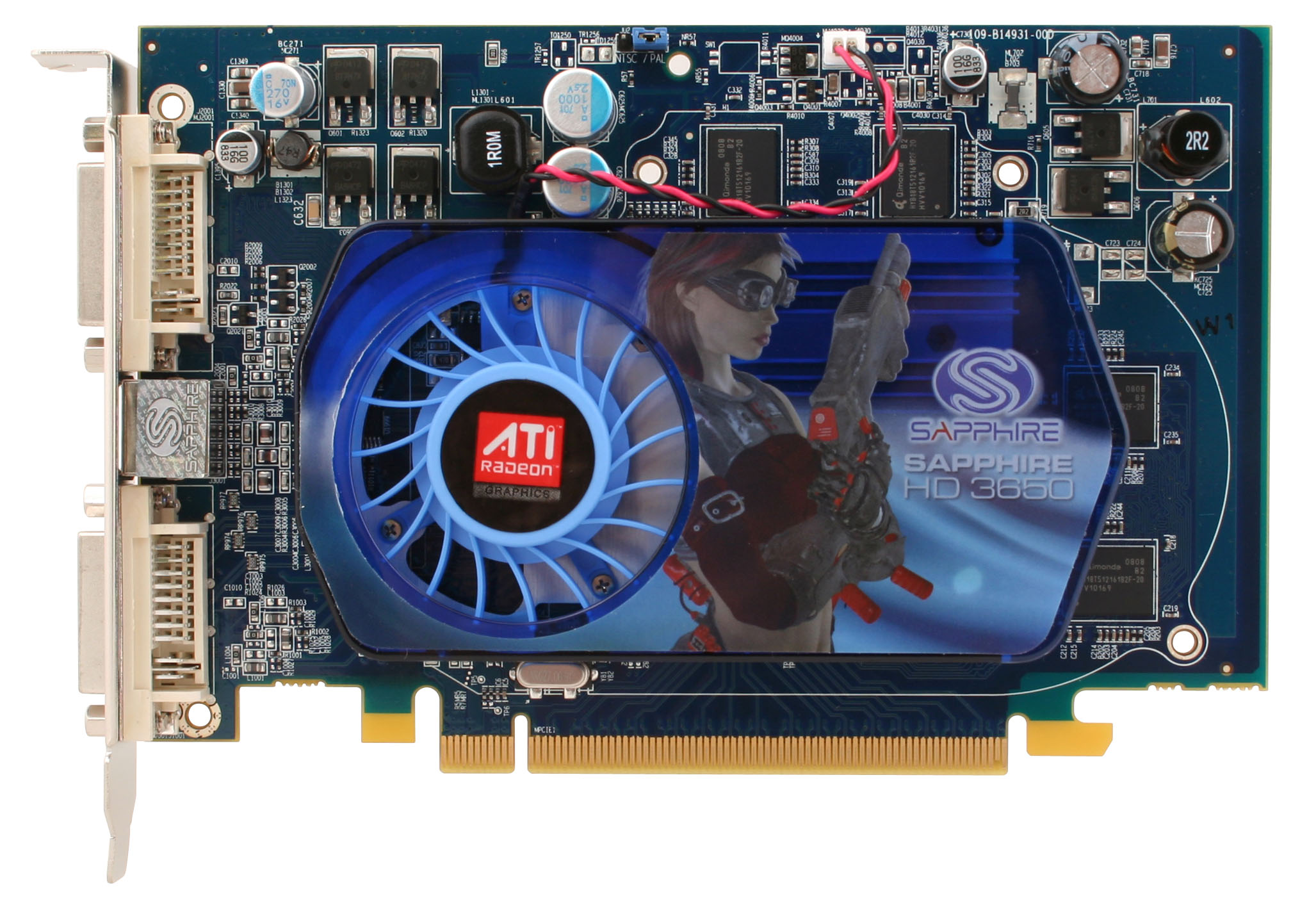
Radeon HD 3650

Серія Radeon HD 3600 була заснована на графічному процесорі під кодовою назвою RV635, укомплектована 378 мільйонами транзисторів за 55 нм техпроцесу та мала 128-бітну ширину шини пам'яті. Підтримка портів HDMI і D-sub також забезпечується за допомогою окремих ключів. Крім реалізацій DisplayPort, існують також інші схеми виводу дисплея, як подвійний порт DVI або DVI з дисплеєм D-sub.
Єдиний варіант, Radeon HD 3650, був випущений 23 січня 2008 року і також має слот AGP з 64-бітною шириною шини або стандартний слот PCI-E зі 128-бітним.

### Radeon HD 3800
Серія Radeon HD 3800 була заснована на GPU під кодовою назвою RV670, укомплектована 666 мільйонами транзисторів за технологією виготовлення 55 нм і мала розмір кристала 192 мм2, з тими ж 64 кластерами шейдерів, що і ядро R600, але ширина шини пам'яті була зменшена. до 256 біт.
Графічний процесор RV670 також є основою потокового процесора FireStream 9170, який використовує графічний процесор для виконання обчислень із рухомою комою загального призначення, які були зроблені в ЦП раніше.
Radeon HD 3850 і 3870 стали доступні в середині листопада 2007 року.

#### Radeon HD 3690/3830
Radeon HD 3690, який був обмежений лише китайським ринком, де його назвали HD 3830, має те саме ядро, що й серія Radeon 3800, але лише з 128-розрядним контролером пам’яті та 256 МБ пам’яті GDDR3. Усі інші характеристики карти збережено.
Також було зроблено оголошення про те, що буде варіант Radeon HD 3830 з тими ж функціями, що і Radeon HD 3690, але з унікальним ідентифікатором пристрою, який не дозволяє партнерам із картами надбудов у Китаї повторно ввімкнути згорілу частину ядра GPU для більшої пропускної здатності пам'яті.
Radeon HD 3690 був випущений на початку лютого 2008 року лише для китайського ринку.

#### Radeon HD 3870 X2

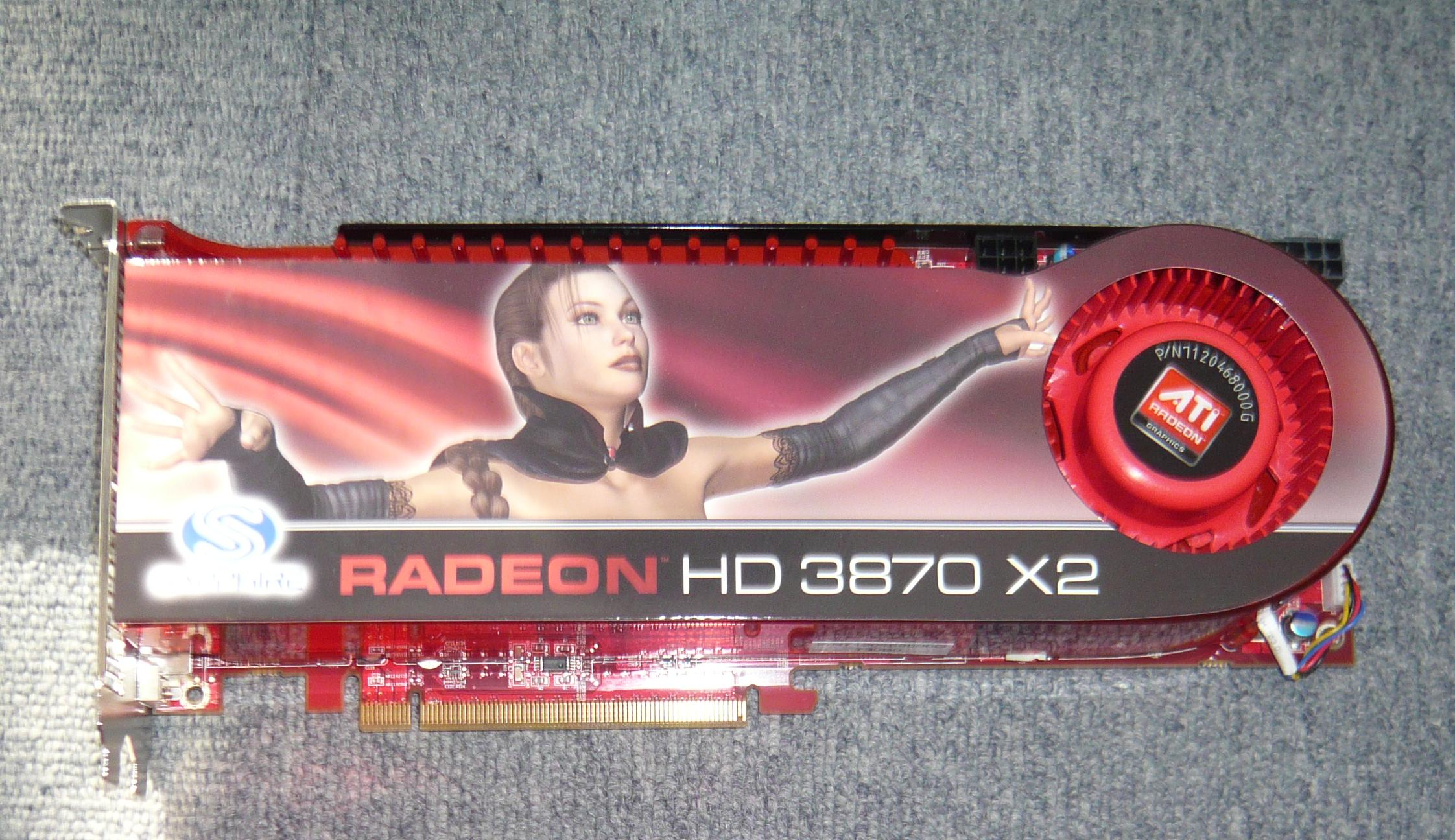
HD 3870 X2 від Sapphire Technology

Radeon HD 3870 X2 (під кодовою назвою R680) був випущений 28 січня 2008 року з 2 ядрами RV670 з максимум 1 ГіБ GDDR3 SDRAM, орієнтований на ринок ентузіастів і замінюючи Radeon HD 2900 XT. GPU досяг максимальної продуктивності з рухомою комою одинарної точності в 1,06 TFLOPS, став першим у світі графічним продуктом з однією друкованою платою, який перевищив позначку в 1 TFLOP.
Технічно цю Radeon HD 3870 X2 дійсно можна зрозуміти як CrossFire двох HD 3870 на одній друкованій платі. Карта має лише міст PCI Express 1.1 для з’єднання двох графічних процесорів. Вони контактують через двонаправлену шину, яка має 16 ліній для пропускної здатності 2 x 4 Гбіт/с. Це не має негативного впливу на продуктивність.
Починаючи з драйверів Catalyst 8.3, AMD/ATI офіційно підтримує технологію CrossFireX для серії 3800, що означає, що в парі Radeon HD 3870 X2 можна використовувати до чотирьох графічних процесорів.
AMD заявила про можливість підтримки 4-х карт Radeon HD 3870 X2, що дозволить використовувати 8 графічних процесорів на кількох материнських платах, включаючи MSI K9A2 Platinum і Intel D5400XS, оскільки ці материнські плати мають достатньо простору між слотами PCI-E для двослотових відеокарт, імовірно, як комбінація двох окремих апаратних налаштувань CrossFire з програмним налаштуванням CrossFire, що об’єднує обидві, але наразі не підтримує драйвер.

## Мобільна продукція
Усі серії Mobility Radeon HD 2000 мають ту саму підтримку набору функцій, що й їхні настільні аналоги, а також додано функцію PowerPlay 7.0, де покращені показники економії заряду акумулятора, від попереднього покоління PowerPlay 6.0.
Mobility Radeon HD 2300 є бюджетним продуктом, який включає UVD в кристалі, але не має уніфікованої шейдерної архітектури і підтримки DirectX 10.0/SM 4.0, що обмежує підтримку до DirectX 9.0c/SM 3.0 з використанням більш традиційної архітектури попереднього покоління. Високоякісний варіант, Mobility Radeon HD 2700, з вищими частотами ядра та пам'яті, ніж Mobility Radeon HD 2600, був випущений в середині грудня 2007 року.
Mobility Radeon HD 2400 пропонується в двох варіантах; стандартний HD 2400 і HD 2400 XT.
Mobility Radeon HD 2600 також доступний у тих же двох варіантах; звичайний HD 2600 і, флагман лінійки мобільних пристроїв, HD 2600 XT.
Порядок оновлення півпокоління також застосовувався до мобільних продуктів. Перед CES 2008 була анонсована серія Mobility Radeon HD 3000. Серія, випущена в першому кварталі 2008 року, складалася з двох сімейств: Mobility Radeon HD 3400 і Mobility Radeon HD 3600. Серія Mobility Radeon HD 3600 також представила першу в галузі, реалізацію вбудованої 128-розрядної пам’яті GDDR4.
Приблизно з кінця березня до початку квітня 2008 року AMD оновила список ідентифікаторів пристроїв на своєму вебсайті , включивши Mobility Radeon HD 3850 X2 і Mobility Radeon HD 3870 X2 та їх відповідні ідентифікатори пристроїв. Пізніше, навесні на IDF 2008, що проходила в Шанхаї, була продемонстрована плата розробника Mobility Radeon HD 3870 X2, разом з демонстрацією платформи Centrino 2. Mobility Radeon HD 3870 X2 була заснована на двох графічних процесорах M88 з додаванням мікросхеми перемикача PCI Express на одній друкованій платі. Платою розробника, яка використовувалася для демонстрації, була карта PCI Express 2.0 ×16, а кінцевий продукт, як очікувалося, був на модулях AXIOM/MXM.

## Особливості розвитку Radeon
| Назва серії відеокарт             | Wonder            | Mach              | 3D Rage           | Rage Pro          | Rage 128          | R100              | R200                                    | R300                                    | R400                                    | R500                                    | R600                             | RV670                            | R700                             | Evergreen                          | Northern Islands                   | Southern Islands                 | Sea Islands                                                     | Volcanic Islands                                                | Arctic Islands/Polaris                                          | Vega                                                            | Navi                                  | Navi 2X                               |         |
| --------------------------------- | ----------------- | ----------------- | ----------------- | ----------------- | ----------------- | ----------------- | --------------------------------------- | --------------------------------------- | --------------------------------------- | --------------------------------------- | -------------------------------- | -------------------------------- | -------------------------------- | ---------------------------------- | ---------------------------------- | -------------------------------- | --------------------------------------------------------------- | --------------------------------------------------------------- | --------------------------------------------------------------- | --------------------------------------------------------------- | ------------------------------------- | ------------------------------------- | ------- |
| Дата виходу                       | 1986              | 1991              | 1996              | 1997              | 1998              | квітень 2000      | серпень 2001                            | вересень 2002                           | травень 2004                            | жовтень 2005                            | травень 2007                     | листопад 2007                    | липень 2008                      | вересень 2009                      | жовтень 2010                       | січень 2012                      | вересень 2013                                                   | червень 2015                                                    | червень 2016                                                    | червень 2017                                                    | липень 2019                           | листопад 2020                         |         |
| Маркетингова назва                | Wonder            | Mach              | 3D Rage           | Rage Pro          | Rage              | Radeon 7000       | Radeon 8000                             | Radeon 9000                             | Radeon X700/X800                        | Radeon X1000                            | Radeon HD 1000/2000              | Radeon HD 3000                   | Radeon HD 4000                   | Radeon HD 5000                     | Radeon HD 6000                     | Radeon HD 7000                   | Radeon Rx 200                                                   | Radeon Rx 300                                                   | Radeon RX 400/500                                               | Radeon RX Vega/Radeon VII (7 нм)                                | Radeon RX 5000                        | Radeon RX 6000                        |         |
| Підтримується AMD                 | Ended             | Ended             | Ended             | Ended             | Ended             | Ended             | Ended                                   | Ended                                   | Ended                                   | Ended                                   | Ended                            | Ended                            | Ended                            | Ended                              | Ended                              | Ended                            | Ended                                                           | Ended                                                           | Current                                                         | Current                                                         | Current                               | Current                               | Current |
| Вид графіки                       | 2D                | 2D                | 3D                | 3D                | 3D                | 3D                | 3D                                      | 3D                                      | 3D                                      | 3D                                      | 3D                               | 3D                               | 3D                               | 3D                                 | 3D                                 | 3D                               | 3D                                                              | 3D                                                              | 3D                                                              | 3D                                                              | 3D                                    | 3D                                    |         |
| Архітектура                       | Не розголошується | Не розголошується | Не розголошується | Не розголошується | Не розголошується | Не розголошується | Не розголошується                       | Не розголошується                       | Не розголошується                       | Не розголошується                       | TeraScale система команд         | TeraScale система команд         | TeraScale система команд         | TeraScale система команд           | TeraScale система команд           | GCN система команд               | GCN система команд                                              | GCN система команд                                              | GCN система команд                                              | GCN система команд                                              | RDNA система команд                   | RDNA система команд                   |         |
| Мікроархітектура                  | Не розголошується | Не розголошується | Не розголошується | Не розголошується | Не розголошується | Не розголошується | Не розголошується                       | Не розголошується                       | Не розголошується                       | Не розголошується                       | TeraScale 1                      | TeraScale 1                      | TeraScale 1                      | TeraScale 2 (VLIW5)                | TeraScale 3 (VLIW4)                | GCN 1st gen                      | GCN 2nd gen                                                     | GCN 3rd gen                                                     | GCN 4th gen                                                     | GCN 5th gen                                                     | RDNA                                  | RDNA 2                                |         |
| Тип                               | Fixed pipeline    | Fixed pipeline    | Fixed pipeline    | Fixed pipeline    | Fixed pipeline    | Fixed pipeline    | Програмовані конвеєри пікселів і вершин | Програмовані конвеєри пікселів і вершин | Програмовані конвеєри пікселів і вершин | Програмовані конвеєри пікселів і вершин | Уніфікована шейдерна архітектура | Уніфікована шейдерна архітектура | Уніфікована шейдерна архітектура | Уніфікована шейдерна архітектура   | Уніфікована шейдерна архітектура   | Уніфікована шейдерна архітектура | Уніфікована шейдерна архітектура                                | Уніфікована шейдерна архітектура                                | Уніфікована шейдерна архітектура                                | Уніфікована шейдерна архітектура                                | Уніфікована шейдерна архітектура      | Уніфікована шейдерна архітектура      |         |
| Direct3D                          | Н/Д               | Н/Д               | 5.0               | 6.0               | 6.0               | 7.0               | 8.1                                     | 9.0 11 (9_2)                            | 9.0b 11 (9_2)                           | 9.0c 11 (9_3)                           | 10.0 11 (10_0)                   | 10.1 11 (10_1)                   | 10.1 11 (10_1)                   | 11 (11_0)                          | 11 (11_0)                          | 11 (11_1) 12 (11_1)              | 11 (12_0) 12 (12_0)                                             | 11 (12_0) 12 (12_0)                                             | 11 (12_0) 12 (12_0)                                             | 11 (12_1) 12 (12_1)                                             | 11 (12_1) 12 (12_1)                   | 11 (12_1) 12 (12_2)                   |         |
| Shader model                      | Н/Д               | Н/Д               | Н/Д               | Н/Д               | Н/Д               | Н/Д               | 1.4                                     | 2.0+                                    | 2.0b                                    | 3.0                                     | 4.0                              | 4.1                              | 4.1                              | 5.0                                | 5.0                                | 5.1                              | 5.1 6.3                                                         | 5.1 6.3                                                         | 5.1 6.3                                                         | 6.4                                                             | 6.4                                   | 6.5                                   |         |
| OpenGL                            | Н/Д               | Н/Д               | Н/Д               | 1.1               | 1.2               | 1.3               | 1.3                                     | 2.1                                     | 2.1                                     | 2.1                                     | 3.3                              | 3.3                              | 3.3                              | 4.5 (на Linux: 4.5 (Mesa 3D 21.0)) | 4.5 (на Linux: 4.5 (Mesa 3D 21.0)) | 4.6 (на Linux: 4.6 (Mesa 20.0))  | 4.6 (на Linux: 4.6 (Mesa 20.0))                                 | 4.6 (на Linux: 4.6 (Mesa 20.0))                                 | 4.6 (на Linux: 4.6 (Mesa 20.0))                                 | 4.6 (на Linux: 4.6 (Mesa 20.0))                                 | 4.6 (на Linux: 4.6 (Mesa 20.0))       | 4.6 (на Linux: 4.6 (Mesa 20.0))       |         |
| Vulkan                            | Н/Д               | Н/Д               | Н/Д               | Н/Д               | Н/Д               | Н/Д               | Н/Д                                     | Н/Д                                     | Н/Д                                     | Н/Д                                     | Н/Д                              | Н/Д                              | Н/Д                              | Н/Д                                | Н/Д                                | 1.0 (Win 7+ або Mesa 17+)        | 1.2 (Adrenalin 20.1, Linux Mesa 20.0)                           | 1.2 (Adrenalin 20.1, Linux Mesa 20.0)                           | 1.2 (Adrenalin 20.1, Linux Mesa 20.0)                           | 1.2 (Adrenalin 20.1, Linux Mesa 20.0)                           | 1.2 (Adrenalin 20.1, Linux Mesa 20.0) | 1.2 (Adrenalin 20.1, Linux Mesa 20.0) |         |
| OpenCL                            | Н/Д               | Н/Д               | Н/Д               | Н/Д               | Н/Д               | Н/Д               | Н/Д                                     | Н/Д                                     | Н/Д                                     | Н/Д                                     | Close to Metal                   | Close to Metal                   | 1.1                              | 1.2                                | 1.2                                | 1.2                              | 2.0 (Adrenalin драйвер на Win7+) (1.2 на Linux, 2.1 з AMD ROCm) | 2.0 (Adrenalin драйвер на Win7+) (1.2 на Linux, 2.1 з AMD ROCm) | 2.0 (Adrenalin драйвер на Win7+) (1.2 на Linux, 2.1 з AMD ROCm) | 2.0 (Adrenalin драйвер на Win7+) (1.2 на Linux, 2.1 з AMD ROCm) | 2.0                                   | 2.1                                   |         |
| HSA / ROCm                        | Н/Д               | Н/Д               | Н/Д               | Н/Д               | Н/Д               | Н/Д               | Н/Д                                     | Н/Д                                     | Н/Д                                     | Н/Д                                     | Н/Д                              | Н/Д                              | Н/Д                              | Н/Д                                | Н/Д                                | Так                              | Так                                                             | Так                                                             | Так                                                             | Так                                                             | ?                                     | ?                                     |         |
| Декодування відео ASIC            | Н/Д               | Н/Д               | Н/Д               | Н/Д               | Н/Д               | Н/Д               | Н/Д                                     | Н/Д                                     | Н/Д                                     | Н/Д                                     | Avivo/UVD                        | UVD+                             | UVD 2                            | UVD 2.2                            | UVD 3                              | UVD 4                            | UVD 4.2                                                         | UVD 5.0 або 6.0                                                 | UVD 6.3                                                         | UVD 7                                                           | VCN 2.0                               | VCN 3.0                               |         |
| Кодування відео ASIC              | Н/Д               | Н/Д               | Н/Д               | Н/Д               | Н/Д               | Н/Д               | Н/Д                                     | Н/Д                                     | Н/Д                                     | Н/Д                                     | Н/Д                              | Н/Д                              | Н/Д                              | Н/Д                                | Н/Д                                | VCE 1.0                          | VCE 2.0                                                         | VCE 3.0 або 3.1                                                 | VCE 3.4                                                         | VCE 4.0                                                         | VCN 2.0                               | VCN 3.0                               |         |
| Fluid Motion ASIC                 | Ні                | Ні                | Ні                | Ні                | Ні                | Ні                | Ні                                      | Ні                                      | Ні                                      | Ні                                      | Ні                               | Ні                               | Ні                               | Ні                                 | Ні                                 | Ні                               | Так                                                             | Так                                                             | Так                                                             | Так                                                             | Ні                                    | Ні                                    |         |
| Power saving                      | ?                 | ?                 | ?                 | ?                 | ?                 | ?                 | ?                                       | ?                                       | ?                                       | ?                                       | PowerPlay                        | PowerPlay                        | PowerPlay                        | PowerPlay                          | PowerTune                          | PowerTune & ZeroCore Power       | PowerTune & ZeroCore Power                                      | PowerTune & ZeroCore Power                                      | PowerTune & ZeroCore Power                                      | PowerTune & ZeroCore Power                                      | ?                                     | ?                                     |         |
| TrueAudio                         | Н/Д               | Н/Д               | Н/Д               | Н/Д               | Н/Д               | Н/Д               | Н/Д                                     | Н/Д                                     | Н/Д                                     | Н/Д                                     | Н/Д                              | Н/Д                              | Н/Д                              | Н/Д                                | Н/Д                                | Н/Д                              | Через виділений ЦОС                                             | Через виділений ЦОС                                             | Через шейдери                                                   | Через шейдери                                                   | Через шейдери                         | ?                                     |         |
| FreeSync                          | Н/Д               | Н/Д               | Н/Д               | Н/Д               | Н/Д               | Н/Д               | Н/Д                                     | Н/Д                                     | Н/Д                                     | Н/Д                                     | Н/Д                              | Н/Д                              | Н/Д                              | Н/Д                                | Н/Д                                | Н/Д                              | 1 2                                                             | 1 2                                                             | 1 2                                                             | 1 2                                                             | 1 2                                   | 1 2                                   |         |
| HDCP                              | ?                 | ?                 | ?                 | ?                 | ?                 | ?                 | ?                                       | ?                                       | ?                                       | ?                                       | ?                                | ?                                | ?                                | ?                                  | ?                                  | ?                                | 1.4                                                             | 1.4                                                             | 1.4 2.2                                                         | 1.4 2.2                                                         | 1.4 2.2 2.3                           | ?                                     |         |
| PlayReady                         | Н/Д               | Н/Д               | Н/Д               | Н/Д               | Н/Д               | Н/Д               | Н/Д                                     | Н/Д                                     | Н/Д                                     | Н/Д                                     | Н/Д                              | Н/Д                              | Н/Д                              | Н/Д                                | Н/Д                                | Н/Д                              | Н/Д                                                             | Н/Д                                                             | 3.0                                                             | Ні                                                              | 3.0                                   | ?                                     |         |
| Підтримка екранів                 |                   |                   |                   |                   |                   | 1–2               | 2                                       | 2                                       | 2                                       | 2                                       | 2                                | 2                                | 2                                | 2–6                                | 2–6                                | 2–6                              | 2–6                                                             | 2–6                                                             | 2–6                                                             | 2–6                                                             | ?                                     | ?                                     |         |
| Макс. роздільна здатність дисплея | ?                 | ?                 | ?                 | ?                 | ?                 | ?                 | ?                                       | ?                                       | ?                                       | ?                                       | ?                                | ?                                | ?                                | 2–6 × 2560×1600                    | 2–6 × 2560×1600                    | 2–6 × 4096×2160 @ 60 Гц          | 2–6 × 4096×2160 @ 60 Гц                                         | 2–6 × 4096×2160 @ 60 Гц                                         | 2–6 × 5120×2880 @ 60 Гц                                         | 3 × 7680×4320 @ 60 Гц                                           | 7680×4320 @ 60 Гц PowerColor          | 7680×4320 @ 60 Гц PowerColor          |         |
| /drm/radeon                       |                   |                   |                   |                   |                   | Так               | Так                                     | Так                                     | Так                                     | Так                                     | Так                              | Так                              | Так                              | Так                                | Так                                | Так                              | Так                                                             | Н/Д                                                             | Н/Д                                                             | Н/Д                                                             | Н/Д                                   | Н/Д                                   |         |
| /drm/amdgpu h                     | Н/Д               | Н/Д               | Н/Д               | Н/Д               | Н/Д               | Н/Д               | Н/Д                                     | Н/Д                                     | Н/Д                                     | Н/Д                                     | Н/Д                              | Н/Д                              | Н/Д                              | Н/Д                                | Н/Д                                | Н/Д                              | Н/Д                                                             | Так                                                             | Так                                                             | Так                                                             | Так                                   | Так                                   | Так     |

1. ↑  The Radeon 100 Series has programmable pixel shaders, but do not fully comply with DirectX 8 or Pixel Shader 1.0. See article on R100's pixel shaders.
2. ↑  R300, R400 and R500 based cards do not fully comply with OpenGL 2+ as the hardware does not support all types of non-power of two (NPOT) textures.
3. ↑  OpenGL 4+ compliance requires supporting FP64 shaders and these are emulated on some TeraScale chips using 32-bit hardware.
4. 1 2 3  The UVD and VCE were replaced by the Video Core Next (VCN) ASIC in the Raven Ridge APU implementation of Vega.
5. ↑  Video processing ASIC for video frame rate interpolation technique. In Windows it works as a DirectShow filter in your player. In Linux, there is no support on the part of drivers and / or community.
6. 1 2  To play protected video content, it also requires card, operating system, driver, and application support. A compatible HDCP display is also needed for this. HDCP is mandatory for the output of certain audio formats, placing additional constraints on the multimedia setup.
7. ↑  More displays may be supported with native DisplayPort connections, or splitting the maximum resolution between multiple monitors with active converters.
8. ↑  DRM (Direct Rendering Manager) is a component of the Linux kernel. Support in this table refers to the most current version.

## Драйвери

### Пропрієтарний драйвер AMD Catalyst
AMD Catalyst розроблявся для Microsoft Windows і Linux. Станом на липень 2014 року інші операційні системи офіційно не підтримуються. Для бренду AMD FirePro, який базується на ідентичному обладнанні, існують драйвери графічних пристроїв, сертифіковані OpenGL. 
AMD Catalyst підтримує всі функції, рекламовані для бренду Radeon.

### Безкоштовний драйвер з відкритим кодом для Radeon
Безкоштовні драйвери з відкритим вихідним кодом в основному розроблені для Linux, але також були перенесені на інші операційні системи. Кожен драйвер складається з п'яти частин:
1. DRM компонент ядра Linux
2. Драйвер KMS компонента ядра Linux: в основному драйвер пристрою для контролера дисплея
3. компонент користувацького простору libDRM
4. компонент простору користувача в Mesa 3D;
5. спеціальний і чіткий драйвер 2D графічного пристрою для сервера X.Org, який, буде замінено на Glamor

Безкоштовний графічний драйвер Radeon з відкритим вихідним кодом підтримує більшість функцій, реалізованих у лінійці графічних процесорів Radeon.
Безкоштовні драйвери графічних пристроїв Radeon з відкритим вихідним кодом не спроектовані, а засновані на документації, опублікованій AMD.